# 11-я гвардейская стрелковая дивизия
11-я гвардейская стрелковая дивизия — гвардейское общевойсковое формирование (соединение, гвардейская стрелковая дивизия) стрелковых войск РККА ВС Союза ССР, в Великой Отечественной войне
Действительное наименование:
- сокращённое — 11 гв. сд;
- полное — 11-я гвардейская стрелковая Городокская ордена Ленина Краснознамённая ордена Суворова дивизия.

## История
Сформирована 5 января 1942 путём преобразования в гвардейскую 18-й стрелковой дивизии (2-го формирования), ранее именовавшейся 18-й Московской дивизией народного ополчения (Ленинградского района). В действующей армии с 5 января 1942 по 22 апреля 1944, с 28 мая 1944 по 9 мая 1945 года.
С января 1942 года ведёт наступательные и оборонительные бои на Жиздринском направлении. Участвовала в освобождении городов Сухиничи (29 января) и Думиничи (2 апреля 1942 г.).
12 августа 1942 года выведена в резерв Западного фронта. 
14 августа 1942 заняла оборону на р. Жиздра от Гретня до устья р. Красная. В течение последующих дней совместно с 32-й тбр отражали атаки немецких 17-й и 9-й танковых дивизий (немецкая наступательная операция «Вирбельвинд»). 18 августа кампфгруппа Зейтца (63-й мп 17-й тд) прорвала оборону дивизии — в окружение попали два батальона 33-го гвсп и был разгромлен штаб дивизии. Оборону 40-го и 27-го гвсп возглавил майор Щербина. От дальнейшего разгрома дивизию спас контрудар 9-го тк и 326-й сд. К 23 августа части 40-го и 33-го гвсп отошли за р. Дрисенка — откуда в последующие дни перешли в контрнаступление. К 26 августа части дивизии, преследуя отступающего противника, форсировали р. Жиздра и освободили д. Восты. С сентября 1942 года до начала февраля 1943 года дивизия занимала оборону южнее реки Жиздра на рубеже Гретня, Восты Ульяновского района Калужской области.
Впоследствии принимала участие в боях в Курской битве, в районе Орла. В октябре 1943 года сосредоточилась в районе Невеля. Там дивизия совместно с другими частями 24 декабря 1943 года овладела крупным железнодорожным узлом Городок. Участвовала в Белорусской стратегической наступательной операции (Операция Багратион), отличилась в боях за Витебск, форсировала Неман у города Алитус, захватив плацдарм и продвинувшись на 60 километров за три дня. Затем принимала участие в Гумбинненской и Восточно-Прусской операциях, взятии Кёнигсберга, и боях в районе Пиллау.

## Послевоенное время
В период 1945—1946 гг. дивизия была расформирована.

## В составе
- Западный фронт, 16-я армия, 5-й гвардейский стрелковый корпус — с 20.02.1942 года[1].
- Западный фронт, 16-я армия, — на 01.01.1943 года.
- Западный фронт, 1-я гвардейская армия, 8-й гвардейский стрелковый корпус — на 01.07.1943 года.
- Брянский фронт, 11-я гвардейская армия, 16-й гвардейский стрелковый корпус — на 01.10.1943 года.
- 1-й Прибалтийский фронт, 11-я гвардейская армия, 16-й гвардейский стрелковый корпус — на 01.01.1944 года.
- 3-й Белорусский фронт, 11-я гвардейская армия, 16-й гвардейский стрелковый корпус — на 01.01.1945 года.
- 3-й Белорусский фронт, Земландская группа войск, 11-я гвардейская армия, 16-й гвардейский стрелковый корпус — на 01.01.1945 года.

## Состав
- управление
- 27-й гвардейский стрелковый полк
- 33-й гвардейский стрелковый полк
- 40-й гвардейский стрелковый полк
- 30-й гвардейский артиллерийский полк
- 8-я (146-я) гвардейская зенитная батарея (до 19.03.1943)
- 13-й отдельный гвардейский истребительно-противотанковый дивизион
- 22-й гвардейский миномётный дивизион (до 18.11.1942)
- 22-й гвардейский пулемётный батальон (с 19.11.1942 до 25.03.1943)
- 9-я отдельная гвардейская разведывательная рота
- 15-й отдельный гвардейский сапёрный батальон
- 12-й отдельный гвардейский батальон связи (до 21.10.1942)
- 12-я отдельная гвардейская рота связи (с 21.10.1942 по 05.12.1944)
- 381-й (2-й) отдельный медико-санитарный батальон
- 14-я отдельная гвардейская рота химический защиты
- 504-я (17-я) автотранспортная рота
- 500-я (5-я) полевая хлебопекарня
- 502-й дивизионный ветеринарный лазарет
- 927-я полевая почтовая станция
- 394-я полевая касса Государственного банка

## Командование
Командиры
- Чернышов, Пётр Николаевич (05.01.1942 — 22.08.1942), полковник, с 03.05.1942 генерал-майор
- Щербина, Иван Кузьмич (23.08.1942 — 29.08.1942), полковник
- Борейко, Аркадий Александрович (30.08.1942 — 10.11.1942), генерал-майор
- Щербина, Иван Кузьмич (11.11.1942 — 16.11.1942), полковник
- Федюнькин, Иван Фёдорович (18.11.1942 — 22.07.1943), полковник, с 17.11.1942 генерал-майор
- Максимов, Александр Иванович (23.07.1943 — 20.02.1944), комбриг, с 01.09.1943 генерал-майор
- Цыганов, Николай Георгиевич (21.02.1944 — 09.05.1945), полковник, с 03.06.1944 генерал-майор.
- Шварев, Николай Александрович (??.01.1946 — до расформирования), генерал-майор.

Заместители командира дивизии
- Ревенко, Владимир Каленикович, (16.01.1943 — 23.08.1943), подполковник, полковник

Начальники штаба
- Овсянников Иван Филиппович, гвардии полковник, (?- январь 1944 года — ?)
- Яновский Пётр Григорьевич, гвардии подполковник, (? — ноябрь 1944 года — ?)

## Награды
| Награда                             | Дата награждения                                                   | За что награждена |
| ----------------------------------- | ------------------------------------------------------------------ | --- |
| Почётное звание Гвардейская         | Приказ Народного Комиссара Обороны СССР № 14 от 5 января 1942 года | За проявленную отвагу в боях за отечество с немецкими захватчиками, за стойкость и мужество, дисциплину и организованность, за героизм личного состава. |
| Орден Красного Знамени              | Указ Президиума ВС СССР от 3 мая 1942 года                         | За образцовое выполнение боевых заданий командования на фронте борьбы с немецкими захватчиками и проявленные при этом доблесть и мужество.(За прорыв обороны противника и форсировании реки Истра)                                                                              |
| Почётное наименование «Городокская» | Приказ Верховного Главнокомандующего № 51 от 24 декабря 1943 года  | присвоено в ознаменование одержанной победы и за отличие в боях по освобождению города Городка. |
| Орден Суворова II степени           | Указ Президиума ВС СССР от 2 июля 1944 года                        | за образцовое выполнение заданий командования в боях по прорыву обороны Витебского укреплённого района немцев южнее города Витебска и на Оршанском направлении севернее реки Днепра, а также за овладение городом Витебск, проявленные при этом геройство, доблесть и мужество. |
| Орден Ленина                        | Указ Президиума ВС СССР от 14 ноября 1944 года                     | награждена указом Президиума Верховного Совета СССР от 14 ноября 1944 года за образцовое выполнение заданий командования при прорыве обороны немцев и вторжении в пределы Восточной Пруссии, проявленные при этом доблесть и мужество.                                          |

Награды частей дивизии:
- 27-й гвардейский стрелковый ордена Суворова[6] полк
- 33-й гвардейский стрелковый ордена Кутузова[6] полк
- 40-й гвардейский стрелковый Краснознамённый ордена Кутузова[7] полк

## Отличившиеся воины дивизии[8][9]
- гвардии старший сержант Ахмалдинов Фазульян Фазлыевич — командир отделения разведки 9-й отдельной гвардейской разведывательной роты. Указ Президиума Верховного Совета СССР от 24.03.1945 года.
- гвардии старший лейтенант Баландин, Василий Максимович — командир 5 батареи 30 гвардейского артиллерийского полка. Указ Президиума Верховного Совета СССР от 24.03.1945 года.
- гвардии лейтенант Ионосьян, Владимир Абрамович — командир взвода 9 стрелковой роты 27-го гвардейского стрелкового полка, Герой Советского Союза.Погиб 3.08.1943 года. Указ Президиума Верховного Совета СССР от 27.08.1943 года.
- гвардии ефрейтор Круглов, Василий Иванович — сапёр 15 отдельного гвардейского сапёрного батальона. Указ Президиума Верховного Совета СССР от 24.03.1945 года. Звание присвоено посмертно.
- гвардии рядовой Кукунин, Сергей Александрович — пулемётчик 40-го гвардейского стрелкового полка. Указ Президиума Верховного Совета СССР от 4.06.1944 года. Закрыл своим телом амбразуру пулемёта.Звание присвоено посмертно.Навечно зачислен в списки личного состава стрелкового полка.
- гвардии младший сержант Никонов, Николай Павлович — командир стрелкового отделения 2 стрелкового батальона 40 гвардейского стрелкового полка. Указ Президиума Верховного Совета СССР от 24.03.1945 года.
- гвардии лейтенант Омелечко, Николай Фёдорович — заместитель командира роты 2 стрелкового батальона 40 гвардейского стрелкового полка. Указ Президиума Верховного Совета СССР от 19.06.1943 года.
- гвардии сержант Сисейкин, Фёдор Дмитриевич — командир пулемётного расчёта 40 гвардейского стрелкового полка. Указ Президиума Верховного Совета СССР от 19.06.1943 года.
- гвардии подполковник Скрынников, Степан Андреевич — командир 40 гвардейского стрелкового полка. Указ Президиума Верховного Совета СССР от 24.03.1945 года.
- гвардии старший лейтенант Смирнов, Константин Григорьевич — командир пулемётной роты 33 гвардейского стрелкового полка. Указ Президиума Верховного Совета СССР от 24.03.1945 года.
- гвардии старший сержант Толмачёв, Михаил Иванович — наводчик станкового пулемёта 2 стрелкового батальона 40 гвардейского стрелкового полка. Указ Президиума Верховного Совета СССР от 24.03.1945 года. Умер от ран 24.10.1944 года.
- гвардии старший сержант Тонконог, Иван Власович — командир взвода 33 гвардейского стрелкового полка. Указ Президиума Верховного Совета СССР от 24.03.1945 года. Погиб 18.07.1944 года.
- гвардии генерал-майор Цыганов, Николай Георгиевич — командир дивизии, Герой Советского Союза. Указ Президиума Верховного Совета СССР от 19.04.1945 года.
- гвардии младший сержант Журавых, Иван Антонович — разведчик взвода пешей разведки 40 гвардейского стрелкового полка.
- гвардии ефрейтор Лобанов, Николай Степанович — сапёр 15 отдельного гвардейского сапёрного батальона.

Орден Монголии «Полярная Звезда» :
- гвардии сержант Смелов Иван Сергеевич — наводчик СУ-76, 13 Отдельного Гвардейского самоходно-артиллерийского дивизиона, 11 стрелковой дивизии. В бою в районе дер. Трилавка (Литва) 17.10.1944 г. будучи наводчиком СУ-76, уничтожил командный пункт противника. Представлен к награде орден "Красная звезда".
- Фёдоров, разведчик дивизии. Награждён 17 декабря 1942 года.[10]

## В воспоминаниях современников
11-я гвардейская дивизия, которую возглавлял генерал-майор Иван Фёдорович Федюнькин, вступила в свой первый бой как 18-я Московская дивизия народного ополчения. Создали её трудящиеся Ленинградского района столицы; влились в неё также рабочие Орехово-Зуева, колхозники и рабочие Коммунистического, Куровского и Красногорского районов Московской области. Боевое крещение они получили в районе Вязьмы.

Трое суток враг атаковал ополченцев, но так и не смог пройти на их участке. Затем 18-я в составе 16-й армии обороняла Москву, участвовала в контрнаступлении. За отвагу и мужество воинов при защите столицы дивизия была удостоена звания гвардейской и награждена орденом Красного Знамени.
— Герой Советского Союза  Маршал Советского Союза  Баграмян И.Х.  Так шли мы к победе.   -  М: Воениздат, 1977.- С.192, 193.

## Память
- В московской школе № 706 создан музей «Боевой славы 11-й Гвардейской Городокской стрелковой дивизии».